# 波德哈莱地区马库夫
波德哈莱地区马库夫（波蘭語：Maków Podhalański，波蘭語發音：[ˈmakuf pɔtxaˈlaɲskʲi]）是波兰小波兰省南部的一个城镇，位于斯卡瓦河畔。其面积为20.04平方千米，截至2021年3月31日总人口为5,625人。